# Antonio Farnese
Antonio Francesco Farnese (Parma, 29 november 1679 – aldaar, 20 januari 1731) was hertog van Parma en Piacenza van 1727 tot 1731. Hij was een zoon van hertog Ranuccio II en diens derde vrouw Maria d'Este.
Na een militaire carrière volgde hij in 1727 zijn kinderloos gestorven broer Francesco op. Hij was de laatste mannelijke telg van de familie en om de dynastie te redden huwde hij op 5 februari 1728 te Modena met Enrichetta d'Este (1702 – 1777), dochter van Rinaldo III, hertog van Modena. Na nauwelijks drie jaar overleed hij echter op 51-jarige leeftijd zonder nakomelingen.
Hij werd opgevolgd door infante Karel van Spanje, de zoon van zijn nicht Elisabetta Farnese.